# Euphylidorea albipes
Euphylidorea albipes är en tvåvingeart som först beskrevs av Emery Clarence Leonard 1913.  Euphylidorea albipes ingår i släktet Euphylidorea och familjen småharkrankar. Inga underarter finns listade i Catalogue of Life.